# Víg Péter
Víg Péter (Kecel, 1965. április 8. –) magyar labdarúgó, középpályás, edző.

## Pályafutása
1984 és 1987 között az Újpesti Dózsa labdarúgója volt. Az élvonalban 1984. október 27-én mutatkozott be a Ferencváros ellen, ahol csapata 2–0-s győzelmet aratott. Tagja volt az 1986–87-es idényben ezüstérmet szerzett együttesnek.
1987 és 1991 decembere között a Váci Izzó MTE játékosa volt. 1991. június 18-án pályára lépett a magyar kupa-döntőjében Miskolcon a Ferencváros ellen, ahol a váci csapat 1–0-s vereséget szenvedett. Tagja volt az 1991–92-es idényben ezüstérmet szerzett együttesnek.
1992 tavaszán a horvát HAŠK-Gradjanski, az 1992–93-as idényben az osztrák LASK Linz csapatában játszott.
1993 és 1996 között ismét a Vác csapatában szerepelt. Tagja volt ez első váci bajnokcsapatnak az 1993–94-es idényben. Az 1996–97-es idényben ősszel a Pécsi MFC, tavasszal ismét a Vác csapatában lépett pályára.
A magyar élvonalban összesen 223 mérkőzésen szerepelt és 14 gólt szerzett.

## Sikerei, díjai
- Magyar bajnokság
  - bajnok: 1993–94
  - 2.: 1986–87, 1991–92
- Magyar kupa (MNK)
  - győztes: 1987,[1] 1991, 1995
- Magyar szuperkupa
  - döntős: 1994